# ضریب تقسیم
ضریب تقسیم (partition-coefficient) با نماد P یا ضریب توزیع (distribution-coefficient) با نماد D عبارت است از نسبت غلظت یک ترکیب شیمیایی در مخلوطی از دو فاز امتزاج شده در حالت تعادل؛ بنابراین این نسبت شاخصی است برای سنجش تفاوت انحلال‌پذیری ترکیبات شیمیایی در این دو فاز. ضریب تقسیم معمولاً برای نسبت غلظت در ترکیباتی که یونیزه نشده‌اند بکار می‌رود در حالی که ضریب توزیع برای نسبت غلظت همه نوع ترکیبی بکار می‌رود (که می‌تواند یونیزه یا غیریونیزه باشد).
در دانش شیمی و داروسازی، هر دو فاز معمولاً حلال‌اند. و البته معمولاً یکی از این حلال‌ها، آب است و دیگری یک مادهٔ آب‌گریز مانند ۱-اوکتانول. در مجموع می‌توان گفت که با کمک ضریب تقسیم برآورد می‌شود که یک مادهٔ شیمیایی چه میزان آب‌گریز یا آب‌دوست است.
به صورت عملی تر ضریب تقسیم در برآورد میزان توزیع یک دارو یا مخدر در سطح بدن کاربرد دارد. داروهای آب‌گریز با نسبت اکتانول به آب بالا معمولاً در ناحیه‌های آب‌گریز بدن مانند غشاء دولایه لیپیدی سلول توزیع می‌شوند. در مقابل، داروهای آب‌دوست (نسبت اکتانول به آب پایین) در درجهٔ نخست در ناحیه‌های آبی بدن مانند پلاسمای خون دیده می‌شوند.
اگر یکی از حلال‌ها گازی و دیگری مایع باشد نسبت گاز به مایع را می‌توان بدست آورد. برای نمونه ضریب تقسیم خون به گاز در یک بیهوش‌کننده عمومی نشان می‌دهد گازهای بیهوشی آیا می‌توانند به آسانی وارد خون شوند یا خیر. همچنین اگر یکی از فازها جامد باشد هم می‌توان ضریب تقسیم آن را تعیین کرد. برای نمونه هنگامی که یکی از فازها فلز ذوب شده و دیگری فلز جامد است یا هنگامی که هر دو فاز جامدند.

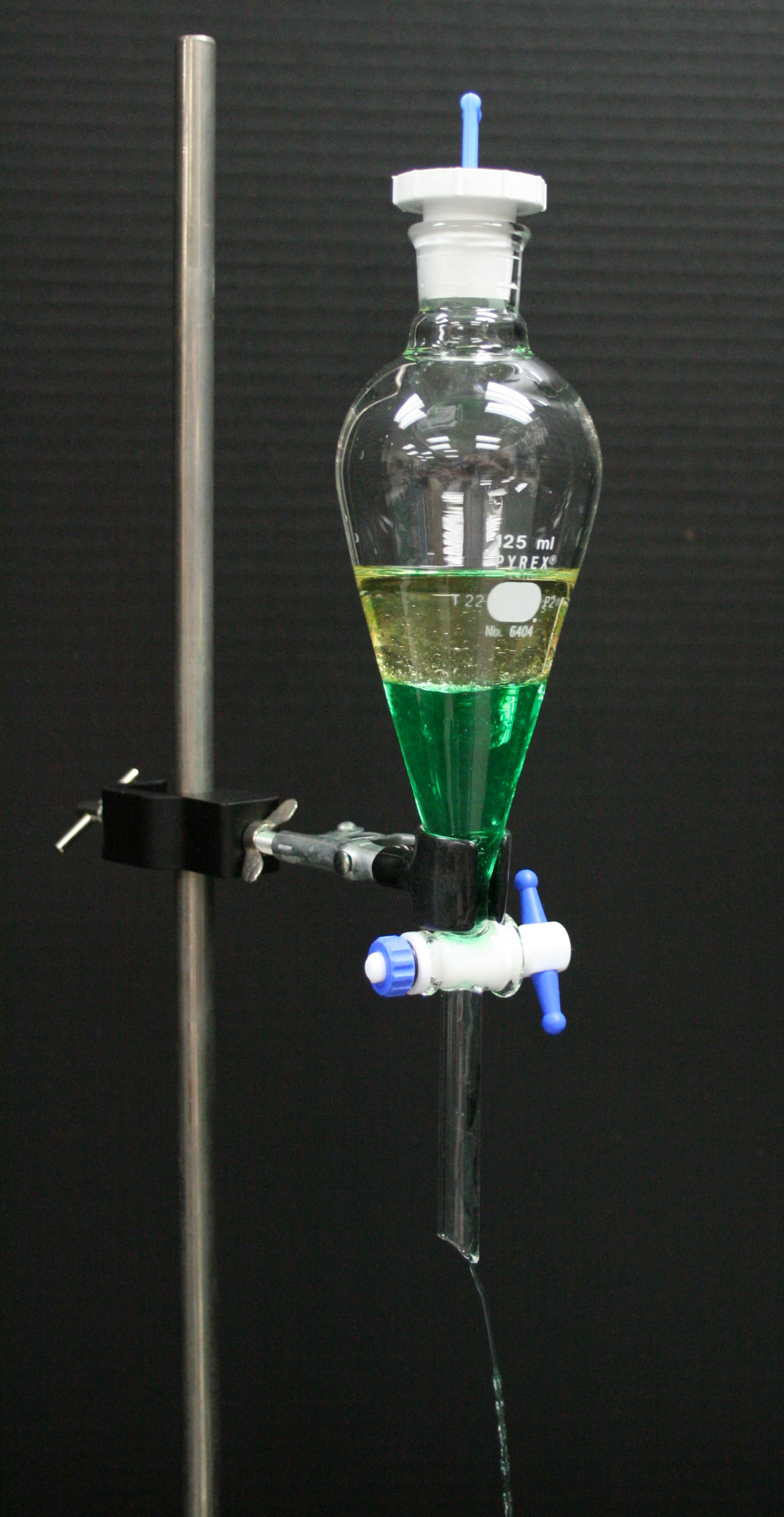
نمونه‌ای از ضریب تقسیم؛ تعادلی از مادهٔ محلول توزیع‌شده بین فاز آبگریز و فاز آبدوست در ظروف شیشه‌ای مخصوصی، مانند این قیف جداکننده برقرار می‌شود که امکان تکان‌دادن و نمونه‌برداری را فراهم می‌کند و از آن log P تعیین می‌گردد. در این‌جا مادهٔ سبز رنگ در لایه زیرین، حلالیت بیشتری نسبت به لایهٔ بالایی دارد.